# Essertines-en-Châtelneuf
Essertines-en-Châtelneuf é uma comuna francesa na região administrativa de Auvérnia-Ródano-Alpes, no departamento de Loire. Estende-se por uma área de 15,2 km². Em 2010 a comuna tinha 709 habitantes (densidade: 46,6 hab./km²).